# 2094
2094 — 2094 рік нашої ери, 94 рік 3 тисячоліття, 94 рік XXI століття, 4 рік 10-го десятиліття XXI століття, 5 рік 2090-х років.

## Очікувані події
- 7 квітня — зближення Юпітера з Меркурієм. Через близькість події до Сонця буде можливе спостереження за явищем неозброєним оком.